# Cryptojoppa picturata
Cryptojoppa picturata là một loài tò vò trong họ Ichneumonidae.